# Alophosoma syngenes
Alophosoma syngenes är en fjärilsart som beskrevs av Turner 1929. Alophosoma syngenes ingår i släktet Alophosoma och familjen nattflyn. Inga underarter finns listade i Catalogue of Life.